# Anopheles keniensis
Anopheles keniensis este o specie de țânțari din genul Anopheles, descrisă de Evans în anul 1931. Conform Catalogue of Life specia Anopheles keniensis nu are subspecii cunoscute.